# Ochna thouvenotii
Ochna thouvenotii är en tvåhjärtbladig växtart som först beskrevs av Joseph Marie Henry Alfred Perrier de la Bâthie, och fick sitt nu gällande namn av Martin Wilhelm Callmander och Phillipson. Ochna thouvenotii ingår i släktet Ochna och familjen Ochnaceae. Inga underarter finns listade i Catalogue of Life.